# Lista najwyższych budynków w Szwecji
Lista najwyższych budynków w Szwecji obejmuje różne typy budynków o wysokości przekraczającej 100 m. Nie obejmuje budynków planowanych, bądź w trakcie budowy.

## Najwyższe budynki
| Wysokość | Nazwa                        | Typ budynku     | Rok ukończenia budowy | Lokalizacja | Zdjęcie |
| -------- | ---------------------------- | --------------- | --------------------- | ----------- | ------- |
| 190,00 m | Turning Torso                | Wieżowiec       | 2005                  | Malmö       |         |
| 119,00 m | Kista Science Tower          | Wieżowiec       | 2003                  | Sztokholm   |         |
| 118,70 m | Katedra św. Eryka            | Wieża kościelna | 1892                  | Uppsala     |         |
| 117,47 m | Victoria Tower               | Wieżowiec       | 2011                  | Sztokholm   |         |
| 116,00 m | Kościół św. Klary            | Wieża kościelna | 1886                  | Sztokholm   |         |
| 107,00 m | Katedra w Linköping          | Wieża kościelna | 1886                  | Linköping   |         |
| 106,00 m | Ratusz miejski w Sztokholmie | Ratusz          | 1923                  | Sztokholm   |         |